# Pancho Varona
Francisco José López Varona (Madrid, 13 de julio de 1957), conocido artísticamente como Pancho Varona, es un compositor y músico español.
Aunque perteneció a la extinta banda Viceversa, es especialmente conocido por acompañar desde principios de los ochenta al cantautor jienense Joaquín Sabina para quien ha colaborado en parte de la composición musical de muchos de sus temas más populares, además de participar en sus giras. En 1995 editó su único disco en solitario hasta el momento, Pancho Varona.
También ha compuesto la música de muchos temas para otros artistas, como Ana Belén, y ha producido algunos discos, entre ellos varios de Estopa. Asimismo ha participado en la banda sonora de algunas películas, como Sinatra (1988) o Cómo ser mujer y no morir en el intento (1991).

## Biografía

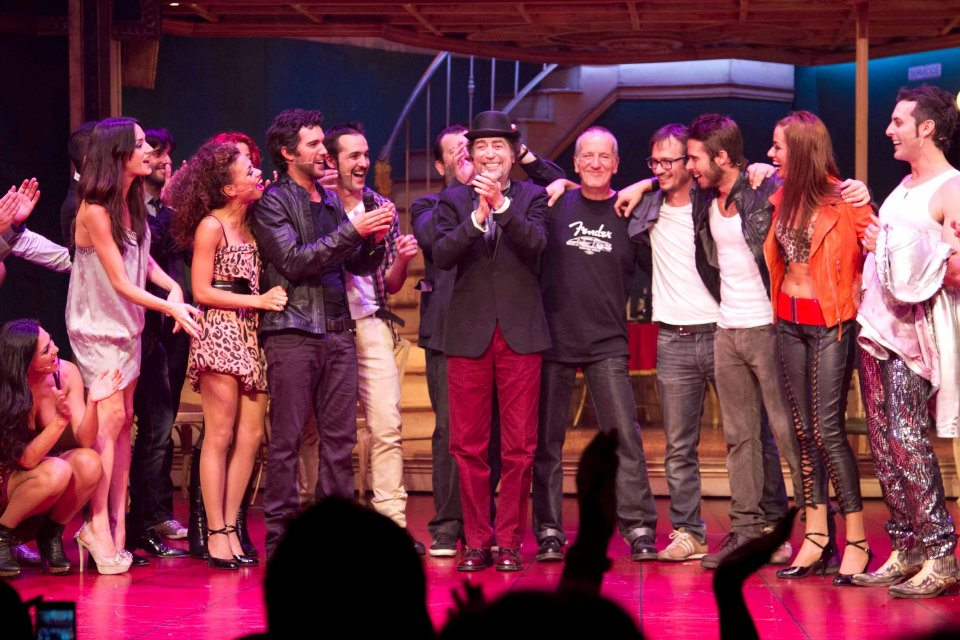
Joaquín Sabina y Pancho Varona junto a todo el elenco del musical Más de cien mentiras el día del estreno de la obra.

El 1 de mayo de 1982 se presentó por primera vez con Joaquín Sabina en el Teatro Salamanca de Madrid bajo el nombre de Pancho López. En 1985 participó en su primer gran concierto junto al cantautor, durante las fiestas de San Isidro, frente a 100.000 personas. Ese mismo año se integra de forma definitiva en Viceversa, la banda de Sabina, siendo el encargado de los arreglos, composición musical de dos temas y de las guitarras eléctricas y acústicas de su disco Juez y parte.
En 1986 se edita el disco En directo y a partir de 1987 empieza a participar de forma más activa en la composición de canciones junto al cantautor. Ese mismo año se publica el primer disco de Viceversa, llamado como el grupo, y un nuevo trabajo de Sabina, Hotel, dulce hotel, donde además de intervenir como guitarrista, aparece en los arreglos del álbum y pone música a dos de las canciones.
En 1988 aparece El hombre del traje gris, de Sabina, donde Varona se encarga prácticamente de musicalizar la mitad del álbum, tocando además guitarras eléctricas y acústicas. Comienza a hacer coros y se encarga de la producción, mezcla y arreglos del disco. El cantautor dedica el disco a Panchito y a Isabel Oliart.
En el año 1989 funda Ripio junto a Sabina, empresa que durante los siguientes diez años sería la editorial donde quedasen registradas todas sus canciones.
En 1990 sale a la luz el disco Mentiras piadosas, de Sabina, y Pancho se encarga de ponerle música a cuatro temas, toca las guitarras eléctricas y acústicas, hace coros y toca el piano en la canción Ponme un trago más. También se encarga de la producción, mezcla y arreglos del disco.
Entre 1992 y 1994 integró el grupo de rock Christina y Los Subterráneos junto a Antonio García de Diego y otros músicos.
En 1992 nace Física y química, en el que se encarga de poner música a ocho de las once canciones que lo componen, interviene directamente en la producción y los arreglos. También se encarga de las guitarras, los coros, y en la programación de la batería. En el álbum aparece en una foto sentado al piano junto con Joaquín y Antonio García de Diego. En los agradecimientos, Sabina vuelve a nombrarle. En 1993 nace su hija Irene.
En 1994, Sabina publica Esta boca es mía, álbum en el que Varona lleva a cabo la producción, mezcla y arreglos, pone música a más de la mitad de las canciones y se encarga de las guitarras, la programación rítmica y los coros. Su hermana Gloria colabora en las letras de la canción Incluso en estos tiempos.
Al año siguiente, 1995, edita su único disco en solitario, Pancho Varona, que contiene doce temas, algunos de las cuales ya habían sido interpretados previamente por artistas como Luz Casal o Alejandra Guzmán.
En 1996 se edita un nuevo trabajo de Sabina, Yo, mi, me, contigo, donde una vez más se encarga de la producción, dirección y arreglos del disco, pone música a siete de las canciones y toca las guitarras acústica, eléctrica y española. Además se encarga de la programación, los coros y el coro griego. A finales de año participa en la gira Sabina, viuda e hijos en paños menores, tocando las guitarras y haciendo los coros. Un año más tarde, en 1998, sale a la luz el disco conjunto de Joaquín Sabina y Fito Páez, Enemigos íntimos, en el que Varona solo colabora en la música del tema Yo me bajo en Atocha. Después de la ruptura entre Sabina y Páez, saldría a la luz que Varona no había participado más directamente en el álbum por decisión de Fito.[cita requerida].
En 1998 produce, junto con Paco Bastante, el primer disco de Amaral.
En 1999 Sabina presenta 19 días y 500 noches y aunque Pancho no interviene directamente en la producción del disco, colabora con la música en dos temas. Al año siguiente, después de catorce años de su último disco en directo, Sabina publica Nos sobran los motivos, producido y dirigido por Varona y García de Diego. Durante las giras 19 días y 500 noches y Nos sobran los motivos toca las guitarras, el guitarrón y el bajo, y hace los coros.
En 2001 participa activamente en la caravana del Ejército Zapatista de Liberación Nacional a Ciudad de México. Un año más tarde, en 2002, sale a la venta el disco Dímelo en la calle, nuevo trabajo de Sabina del que es productor y para el que compone la música de ocho de sus temas. Ese mismo año, participa en varios conciertos en Barcelona y Madrid con una banda de lujo en la que participan Paco Bastante, Antonio García de Diego, José Romero, Angy Bao y Pedro Barceló. También produce el nuevo disco de Pasión Vega, Banderas de nadie, que incluye la canción Y además..., firmada junto a Sabina y García de Diego.
En 2003 produce junto a Antonio García de Diego el disco de inéditos de Sabina Diario de un peatón. También producen, junto a José Antonio Romero, la canción No tienes corazón, del disco de Café Quijano Qué grande esto del amor, cantada junto a Sabina; el disco de homenaje a Los Pecos Pecos 25 aniversario. ¿Dónde estabas tú? y el disco Tatuaje 2, en el que participan Diego "El Cigala", Chonchi Heredia, Papá Levante, Lolita, Andy & Lucas, David Bisbal, Diego Torres, Pasión Vega, Lichis (cantante de La cabra mecánica), Chenoa, Carmen París, Valderrama y Arturo Pareja Obregón.
En 2004 produce con García de Diego, José Antonio Romero y Estopa el disco de estos últimos, ¿La calle es tuya?, y salen de gira para presentarlo, dando más de 50 conciertos.
Al año siguiente, 2005, produce, una vez más con Antonio García de Diego y José Antonio Romero, el nuevo disco de Joaquín Sabina, Alivio de luto. Participa en la creación musical de nueve canciones (Pájaros de Portugal, ¡Ay! Rocío, Contrabando, Resumiendo, Dos horas después, Me pido primer, Nube negra, Números rojos y Seis tequilas) y en la letra de Contrabando. Este mismo año también produce, junto con los anteriormente mencionados y Estopa, el disco Voces de ultrarumba, de estos últimos. Participa, junto a Romero y García de Diego, en la producción de las canciones Por algo será, Bocas y La calle del almíbar del nuevo álbum de Pasión Vega, Flaca de amor; y el disco Patas arriba, de Lucas Masciano.
El 11 de noviembre de 2006 comienza un nuevo tour con Sabina, cuando estrenan la Gira Ultramarina en el Teatro Auditorio de Roquetas de Mar (Almería), con Antonio García de Diego, Olga Román y Pedro Barceló. El 6 de mayo de 2006 comienza la gira Carretera y Top Manta en Gijón, más eléctrica que la anterior y en grandes recintos, para lo que se suman los músicos Jaime Asúa, Paco Beneyto (en reemplazo de Pedro Barceló) y Helen de Quiroga (por Olga Román). Entre ambas giras, dieron más de 100 conciertos.
Posteriormente participa en la gira Karaoke y top colcha junto a Antonio García de Diego, José Antonio Romero, Jaime Asúa y Pedro Barceló. En  empieza una nueva gira junto a Sabina y Joan Manuel Serrat llamada Dos pájaros de un tiro, donde toca la guitarra acústica, y que finalizará el día 20 de diciembre en Montevideo (Uruguay). Este mismo año, con  letra de Sabina, pone música a la canción Pobrecita de mí, sencillo del disco Anatomía de Ana Belén.
En 2011, participó como director musical, junto a David Serrano, José María Cámara, Daniel García y Joaquín Sabina en el musical Más de cien mentiras. 
En 2015 sale en todas las plataformas digitales "Y te olvidé" canción cantada a duo con el cantautor madrileño Sergio Vivar. 

## Composiciones
Pancho Varona ha compuesto, o participado en la composición, de numerosas canciones, tanto para su único disco en solitario, Pancho Varona (1995), como para otros artistas, especialmente Joaquín Sabina.

### ParaPancho Varona
- Al otro lado
- Las letras de tu nombre
- Tu bufón
- Toda la mitad
- No me importa nada
- Cualquiera menos tú
- Corazón de contrabando
- El bronx de Fuencarral
- Tus armas
- No es serio
- Camino de vuelta
- Un día

### Para Joaquín Sabina
| - 69 punto G - A la orilla de la chimenea - Ahora que - Arenas movedizas - Aves de paso - Balada de Tolito - Benditos malditos - Besos en la frente - Ciudadano cero - Cómo te extraño - Como un dolor de muelas - Con la frente marchita - Con un par - Conductores suicidas - Contigo - Corazón de contrabando - Cuando aprieta el frío - Cuando me hablan del destino - Donde habita el olvido - El blues de lo que pasa en mi escalera - El rocanrol de los idiotas - Es mentira - Esta boca es mía (letra: J. Sabina, música: J. Sabina y P. Varona) | - Esta noche contigo - Eva tomando el sol - Flores en su entierro - Ganas de… - Hotel, dulce hotel - La canción de cuna de la noche y los tejados - La canción de las noches perdidas - La canción más hermosa del mundo - La casa por la ventana - La del pirata cojo - Los cuentos que yo cuento - Los perros del amanecer - Motivos de un sentimiento - Mujeres fatal - Pacto entre caballeros (letra: J. Sabina, música: J. Sabina y P. Varona) - Pastillas para no soñar - Peces de ciudad - Peligro de incendio - Peor para el sol (letra: J. Sabina, música: J. Sabina y P. Varona) | - Pobre Cristina - Postal de La Habana - Ruido (letra: J. Sabina, música: J. Sabina y P. Varona) - Seis de la mañana - Todos menos tú - Un día sí, cuarenta no [o Retrato de familia con perrito] - Una de romanos - Vámonos pa’l sur - Y si amanece por fin - Y sin embargo - Ya eyaculé - Yo me bajo en Atocha |  |

### Para Ana Belén
- Tres pies al gato
- Él era un okupa
- Camino de vuelta
- Sin preguntar y deprisa
- Como una novia
- El fantasma del estudio 1
- Sola en el lugar
- Margaritas a los cerdos
- Debajito de un árbol
- Los restos del naufragio
- Como la vida misma
- Que malo eres
- Luna de plata

### Para Luz Casal
- No me importa nada

### Para Nicole
- Solo el mar